# Sten Konow
Sten Konow (født 17. april 1867 i Valdres i Søndre Aurdal, død 29. juni 1948) var en norsk orientalist.
Konow blev student 1884, cand.mag. 1891, efter at han bl.a. 1886—87 havde studeret i Halle a. S. og senere nogen Tid gjort Tjeneste ved Universitetsbiblioteket i Kristiania. 1890—91 udgav han »Norsk Lommekonversations Leksikon«. Efter Embedseksamen rejste han til Halle for især under Pischel at fortsætte påbegyndte studier i indisk filologi og tog 5. Maj 1893 Doktorgraden der (»Das Sãmavidhānabāhmana. Ein altindisches Handbuch der Zauberei. Eingeleitet ü. übersetzt«
[Halle a. S. 1893]). Fra 1. Febr 1894 til Udløbet af 1896 var han ansat som »Hilfsbibliotekar« ved det kgl. Bibliotek i Berlin. Han vendte derpaa hjem til Norge, ansat som Stipendiat i ind. Filologi ved Univ. i Kria fra Juli 1896; fra Juli 1899 Docent i samme Fag. Han har, foruden med Studiet af den ældre ind. Litt., navnlig beskæftiget sig med dels den buddhistiske (»Zwei Erzählungen aus der Rasavâbinî« [i »Zeitschr. d. deutsch. morgenl. Ges.«, 1889]; »Vedehathera« [i Kria Vid. Selsk.’s Skr 1895, II, Nr 4]), dels Prakrit-Litteraturen, bl.a. en ny Udg. af »Rājaśekharas Karpuramañjarī« (i Harvard Oriental Series, Nr 6). Sammen med Karl Fischer var han fra Oktbr 1898 til Marts 1899 Redaktør af Ugebladet »Ringeren« og af det officielle Værk om Norge til Paris-Udstillingen 1900.
I Efteraaret 1900 fik han Tilbud om en Post
som Assistant of Sanskrit ved Harvard University, men kom ikke til at tiltræde denne
Stilling, idet han Novbr s. A. blev ansat som
Assistent ved Dr. Grierson’s Linguistic Survey of
India. I denne Stilling arbejdede han først i
Camberley (England) og siden, fra 1903, i Kria.
Efteraaret 1906 tiltraadte han en Post som
Government Epigraphist for India. Som saadan
berejste han i de flg. Aar Birma, Bengalen,
United Provinces, Bombay Presidency, Madras
og Kashmir og deltog i de store Udgravninger
ved Sarnath nær Benares. Efteraaret 1908
vendte han tilbage til Kria og overtog atter sin
Docentpost i ind. Filologi. Herfra blev han dog
snart kaldet til det ind. Professorat ved det
nyoprettede Hamburg’ske Univ., indtil han 1919
overtog Embedet som Prof. i ind. Sprog og
Historie ved Kria Univ. Af hans senere
Produktion maa fornemmelig nævnes en Række Bd af
Linguistic Survey of India, saaledes Tibetan.
Himalayan Dialects, North Assam Group.
Kachin, Kuki-Chin and Burma Groups (i Bd 3),
Mundā and Dravidian Languages (Bd 4),
Marāthī Languages (Bd 7), The Bhīl Language (Bd
9). En hel Del mindre Afh. og Anmeldelser
har han leveret til skandinaviske og
udenlandske Tidsskrifter, fornemmelig »Nordisk
Tidsskrift«, »Samtiden«, »Maal og Minne«, »Kunst
og Kultur«, »Zeitschr. d. Deutsch. Morgenl.
Gesells.«, »Hamburgische Forschungen«,
Journal of the Royal Asiatic Society. Indian
Antiquary, Epigraphia Indica, som han har
redigeret fra Bd 9 P. 4, o. fl. Han har endvidere
udgivet Catalogue of the Library of the Director
General of Archæology (Kalkutta 1908), og
udarbejdet Afsnittet »Das ind. Drama« i
»Grundriss der indo-arischen Philologie«, II, 2
(Berlin 1920), et meget omfattende Arbejde, som
er udført med største Sagkundskab og Omhu.